# 廣播金鐘獎
廣播金鐘獎是臺灣傳播媒體產業的獎勵活動之一。

## 目前獎項類別

### 廣播金鐘獎
| 類別       | 獎項                 |
| ---------- | -------------------- |
| 節目獎     | 流行音樂節目獎       |
| 節目獎     | 類型音樂節目獎       |
| 節目獎     | 教育文化節目獎       |
| 節目獎     | 兒童節目獎           |
| 節目獎     | 少年節目獎           |
| 節目獎     | 社會關懷節目獎       |
| 節目獎     | 藝術文化節目獎       |
| 節目獎     | 生活風格節目獎       |
| 節目獎     | 社區節目獎           |
| 節目獎     | 廣播劇獎             |
| 節目獎     | 單元節目獎           |
| 個人獎     | 流行音樂節目主持人獎 |
| 個人獎     | 類型音樂節目主持人獎 |
| 個人獎     | 教育文化節目主持人獎 |
| 個人獎     | 兒童節目主持人獎     |
| 個人獎     | 少年節目主持人獎     |
| 個人獎     | 社會關懷節目主持人獎 |
| 個人獎     | 藝術文化節目主持人獎 |
| 個人獎     | 生活風格節目主持人獎 |
| 個人獎     | 社區節目主持人獎     |
| 個人獎     | 企劃編撰獎           |
| 個人獎     | 音效獎               |
| Podcast獎  | 生活風格節目獎       |
| Podcast獎  | 藝術文化節目獎       |
| Podcast獎  | 兒童節目獎           |
| Podcast獎  | 少年節目獎           |
| 行銷廣告獎 | 商品類廣告獎         |
| 行銷廣告獎 | 非商品類廣告獎       |
| 行銷廣告獎 | 電臺品牌行銷創新獎   |
| 特別獎     | 創新研發應用獎       |
| 特別獎     | 特別貢獻獎           |

## 歷屆主持概況

### 廣播金鐘獎
第1屆至27屆的頒獎日期、主持人，詳見歷屆金鐘獎主持概況。
| 屆數 | 頒獎日期       | 獎項數 | 主持人         | 主持人                      | 舉辦地點               | 承辦單位                   | 轉播單位 |
| 屆數 | 頒獎日期       | 獎項數 | 星光大道       | 頒獎典禮                    | 舉辦地點               | 承辦單位                   | 轉播單位 |
| ---- | -------------- | ------ | -------------- | --------------------------- | ---------------------- | -------------------------- | -------- |
| 29   | 1994年3月26日  | 25     | 無             | 陳凱倫、葛大衛 秦晴、王海波 | 臺北市國父紀念館       | 行政院新聞局               | 中視     |
| 31   | 1996年3月25日  | 22     | 無             | 侯麗芳、陳京                | 臺北市國父紀念館       | 行政院新聞局               | 台視     |
| 33   | 1998年3月25日  | 24     | 無             | 陳凱倫、曲艾玲 趙薇、大衛王 | 臺北市國父紀念館       | 行政院新聞局               | 華視     |
| 35   | 2000年3月31日  | 23     | 無             | 秦夢眾、傑夫 蔣雅淇、翁凱莉 | 臺北市國父紀念館       | 行政院新聞局               | 民視     |
| 36   | 2001年3月31日  | 20     | 無             | 聶雲、蠟筆小嵐、利亞        | 臺北市環亞飯店         | 行政院新聞局               | 台視     |
| 37   | 2002年4月18日  | 25     | 無             | 洪宗適、胖胖、陳伶俐        | 臺北市中山堂           | 行政院新聞局               | 台視     |
| 38   | 2003年3月28日  | 21     | 無             | 李季準、徐薇、蔡燦得        | 臺北市中山堂           | 行政院新聞局               | 東森電視 |
| 39   | 2004年11月23日 | 23     | 無             | 侯昌明、吳淡如              | 臺北市國父紀念館       | 行政院新聞局               | 東森電視 |
| 40   | 2005年11月9日  | 25     | 無             | 董至成、邰智源、寇乃馨      | 臺北縣政府多功能集會堂 | 行政院新聞局               | 東森電視 |
| 41   | 2006年12月16日 | 22     | Dennis、Ruby   | 黃子佼、黃秀娟              | 嘉義縣表演藝術中心     | 行政院新聞局               | 東風衛視 |
| 42   | 2007年11月10日 | 24     | Dennis、楊千霈 | 蘇逸洪、吳淡如              | 臺北市國父紀念館       | 行政院新聞局               | 東風衛視 |
| 43   | 2008年10月24日 | 23     | 無             | 蘇逸洪、黃秀娟              | 臺北市國父紀念館       | 行政院新聞局               | 東風衛視 |
| 44   | 2009年10月20日 | 24     | 無             | 聶雲、楊千霈                | 臺北市國父紀念館       | 行政院新聞局               | 台視     |
| 45   | 2010年10月15日 | 25     | 無             | 王文華、黎明柔              | 臺北市國父紀念館       | 行政院新聞局               | 台視     |
| 46   | 2011年10月14日 | 28     | 無             | 唐從聖、曾寶儀              | 臺北市國父紀念館       | 行政院新聞局               | 中視     |
| 47   | 2012年10月19日 | 28     | 無             | 聶雲、朱芯儀                | 臺北市國父紀念館       | 文化部影視及流行音樂產業局 | 華視     |
| 48   | 2013年10月18日 | 29     | 無             | 唐從聖、楊千霈              | 臺北市國父紀念館       | 文化部影視及流行音樂產業局 | 中視     |
| 49   | 2014年10月18日 | 27     | 無             | 路嘉怡、區耕祥              | 臺北市國父紀念館       | 文化部影視及流行音樂產業局 | 中視     |
| 50   | 2015年9月19日  | 27     | 無             | 聶雲、黃秀娟                | 臺北市國父紀念館       | 文化部影視及流行音樂產業局 | 中視     |
| 51   | 2016年10月1日  | 27     | 無             | 侯昌明、林書煒              | 臺北市國父紀念館       | 文化部影視及流行音樂產業局 | 三立電視 |
| 52   | 2017年9月23日  | 27     | 無             | 洪宗適（阿國）、于美人      | 臺北市國父紀念館       | 文化部影視及流行音樂產業局 | 三立電視 |
| 53   | 2018年9月29日  | 27     | 無             | 侯昌明、楊月娥              | 臺北市國父紀念館       | 文化部影視及流行音樂產業局 | 三立電視 |
| 54   | 2019年9月28日  | 27     | 無             | 侯昌明、李千那              | 臺北市國父紀念館       | 文化部影視及流行音樂產業局 | 三立電視 |
| 55   | 2020年9月19日  | 27     | 無             | 吳瑪麗、陳子見              | 臺北市國父紀念館       | 文化部影視及流行音樂產業局 | 三立電視 |
| 56   | 2021年9月25日  | 27     | 無             | 吳瑪麗、劉傑中              | 臺北市國父紀念館       | 文化部影視及流行音樂產業局 | 三立電視 |
| 57   | 2022年10月15日 | 27     | 無             | 邵大倫、陳明珠              | 臺北市國父紀念館       | 文化部影視及流行音樂產業局 | 三立電視 |
| 58   | 2023年10月14日 | 27     | 無             | 邵大倫、吳奕蓉              | 臺北市國父紀念館       | 文化部影視及流行音樂產業局 | 三立電視 |
| 59   | 2024年10月12日 | 31     | 無             | 梁正群、屠潔                | 台北流行音樂中心       | 文化部影視及流行音樂產業局 | 三立電視 |
| 60   | 2025年         | 31     | 無             |                             |                        | 文化部影視及流行音樂產業局 |          |